# Saugnacq-et-Muret
Saugnacq-et-Muret là một xã, thuộc tỉnh Landes trong vùng Nouvelle-Aquitaine. Xã này có diện tích 109,37 kilômét vuông, dân số năm 2006 là 835 người. Xã này nằm ở khu vực có độ cao trung bình 46 mét trên mực nước biển.

## Biến động dân số
| Năm | 1962 | 1968 | 1975 | 1982 | 1990 | 1999 | 2006 |
| --- | ---- | ---- | ---- | ---- | ---- | ---- | ---- |
| Dân số | 634  | 676  | 655  | 550  | 630  | 712  | 835  |
| From the year 1962 on: No double counting—residents of multiple communes (e.g. students and military personnel) are counted only once. |      |      |      |      |      |      |      |